# Saint-Jean-de-Bassel
Saint-Jean-de-Bassel é uma comuna francesa na região administrativa de Grande Leste, no departamento de Mosela. Estende-se por uma área de 10,05 km². Em 2010 a comuna tinha 354 habitantes (densidade: 35,2 hab./km²).